# Brangas felderi
Brangas felderi is een vlinder uit de familie van de Lycaenidae. De wetenschappelijke naam van de soort werd als Thecla felderi in 1945 gepubliceerd door Goodson.